# 左大將
左大将，是古代匈奴官号，與右大將相對，低於右谷蠡王，高於右大將，为二十四长之一。《资治通鉴·汉纪十四》胡三省注：“匈奴二十四长，左贤王位第一，左大将第五。”
- 左大将 (且鞮侯单于之子)
- 乌厉屈

乌孙国也設置左大将，掌军事。《汉书·西域传下·乌孙国》：“相，大禄，左右大将二人，侯三人。”